# Bubiri
Bubiri är ett periodiskt vattendrag i Burundi.   Det ligger i provinsen Gitega, i den centrala delen av landet, 60 kilometer öster om huvudstaden Bujumbura.
Omgivningarna runt Bubiri är en mosaik av jordbruksmark och naturlig växtlighet. Runt Bubiri är det tätbefolkat, med 343 invånare per kvadratkilometer.